# Nabbelund
Nabbelund este o arie protejată (arie specială de conservare — SAC, sit de importanță comunitară — SCI) din Suedia întinsă pe o suprafață de 110,1 ha, integral pe uscat.

## Localizare
Centrul sitului Nabbelund este situat la coordonatele 57°20′35″N 17°05′17″E / 57.343°N 17.0881°E.

## Înființare
Situl Nabbelund a fost declarat sit de importanță comunitară în decembrie 1998 pentru a proteja un număr necunoscut de specii din flora spontană și fauna sălbatică aflate în arealul zonei. Situl a fost protejat și ca arie specială de conservare în martie 2011.

## Biodiversitate
Situată în ecoregiunile boreală și marină baltică, aria protejată conține 4 habitate naturale: Golfuri mici largi și golfuri puțin adânci, Mlaștini alcaline, Pășuni de coastă din Baltica boreală, Pășuni din zone de pădure fino-scandinave.
La baza desemnării sitului se află un număr nedeclarat de specii protejate.